# イッカククモガニ
イッカククモガニ（一角蜘蛛蟹、学名:Pyromaia tuberculata） は、エビ目・クモガニ科に分類されるカニの一種。

## 分布
北アメリカからコロンビアまでの太平洋東部沿岸が原産だが、日本をはじめ世界各地の海岸域に帰化している。

## 形態
甲幅15-20mm程度の小型のカニである。甲は丸みをおび、先端が細くなった二等辺三角形をしている。前縁部中心が角のように突出し、和名はここに由来する。鋏脚を除く4対の歩脚は丸っこい甲羅のわりには細長い。第一歩脚がもっとも長く、第二、第三と少しずつ短くなる。

## 生態
波が穏やかな内湾の、潮下帯から水深80mまでの砂泥底に生息する。
デトリタス食性で、性質自体はおとなしい。沿岸魚や海鳥などにも餌生物の一つとして捕食されており、現在のところ移入先での特筆すべき悪影響は確認されていない。しかし他生物よりも水質汚染に比較的強く、通年で繁殖し、成長も早いため、青潮などで生態系が破壊される環境下ではしばしば大発生する。

## 外来種としての経緯
日本へは船舶のバラスト水に幼生が紛れこんで持ち込まれたと考えられている。1970年代に東京湾で確認された後、伊勢湾、大阪湾、仙台湾などの汚染域を中心に定着している。日本以外でも朝鮮半島の日本海沿岸、南アメリカの大西洋岸などで確認されている。